# ویستولا

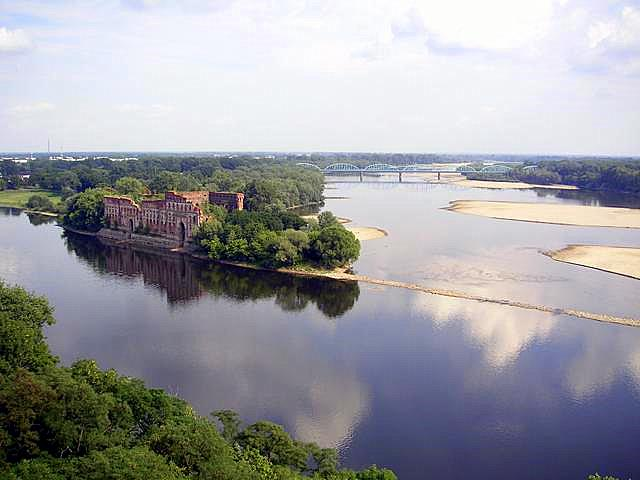
تلاقی رود نارِو و ویسوا

ویسوا (بر اساس نام اصیل لهستانی: Wisła) یا ویستولا (از اسم لاتین Vistula) طولانی‌ترین و مهمترین رودخانه لهستان است. این رود ۱،۰۴۷ کیلومتر طول دارد و طولانی‌ترین رودی هست که به دریای بالتیک می‌ریزد. مساحت حوضه ویستولا ۱۹۴،۴۲۴ کیلومترمربع است. ویستولا از کوه بارانیا گورا (Barania Góra) در جنوب لهستان با ارتفاع ۱۲۲۰ متر از سطح دریا سرچشمه می‌گیرد و از دامنه بسکید اشلوسکی (Beskid Śląski) (بخش غربی کوه‌های کارپات) عبور می‌کند. در ادامه به دشت‌های وسیع میان کشور لهستان می‌رسد و در این راه از چند شهر مهم و بزرگ مثل کراکوف و ورشو و ترونی عبور می‌کند و پس از رسیدن به مرداب ویستولا به دریای بالتیک می‌ریزد. 

## نگارخانه

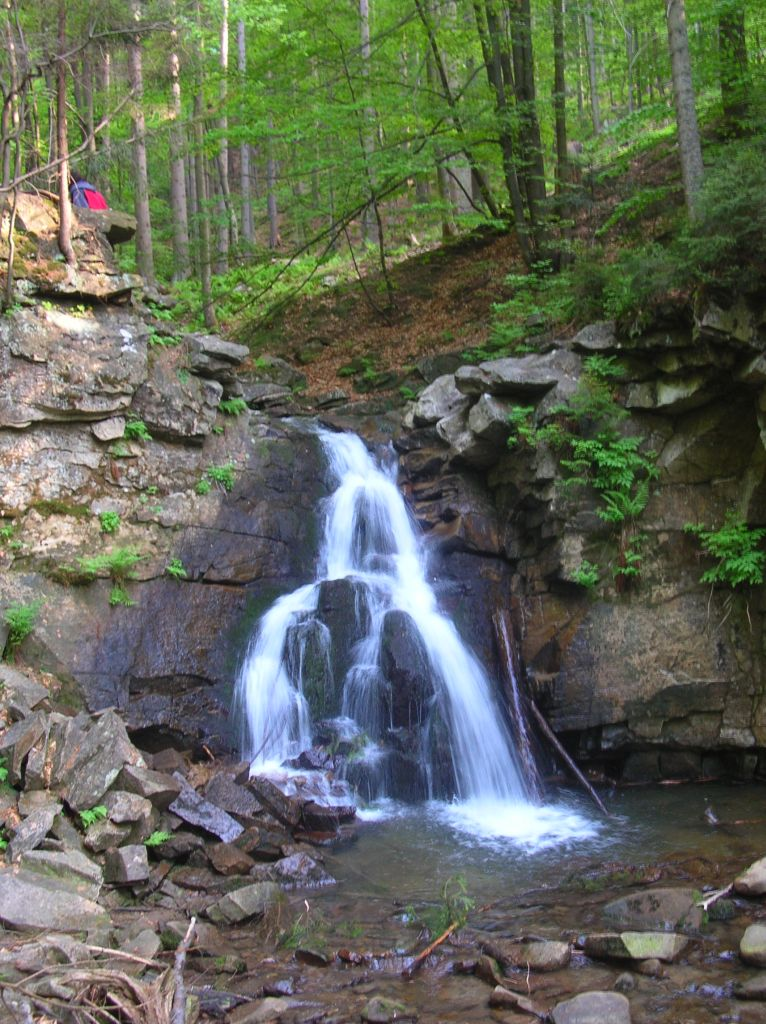
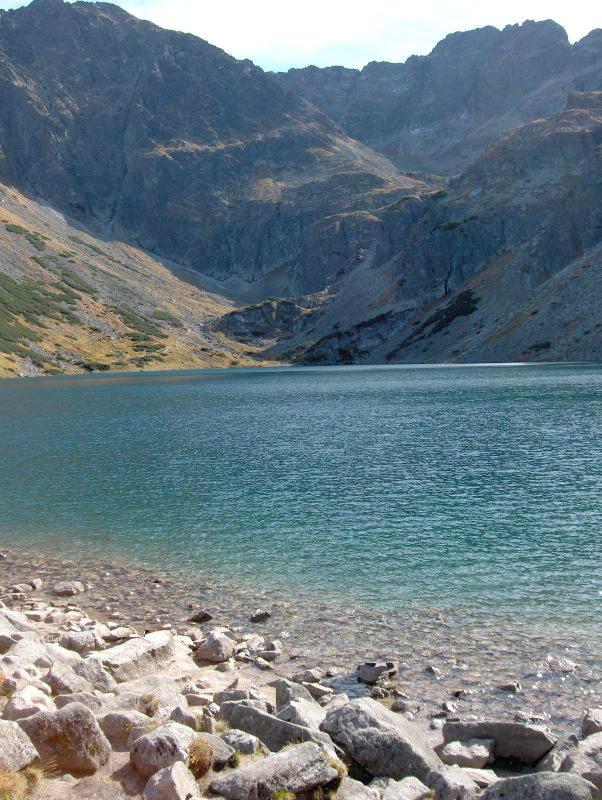
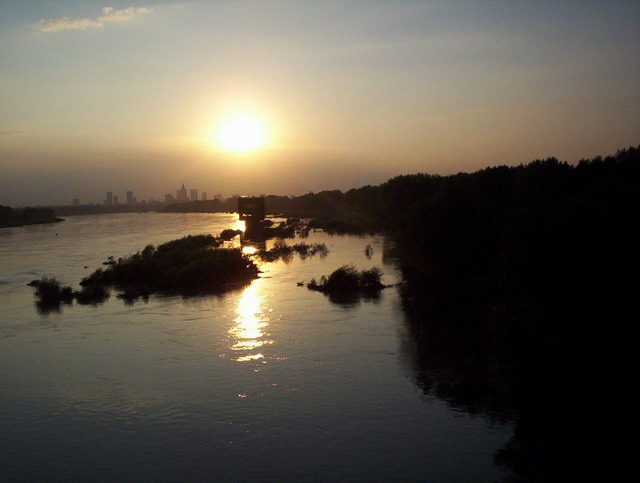
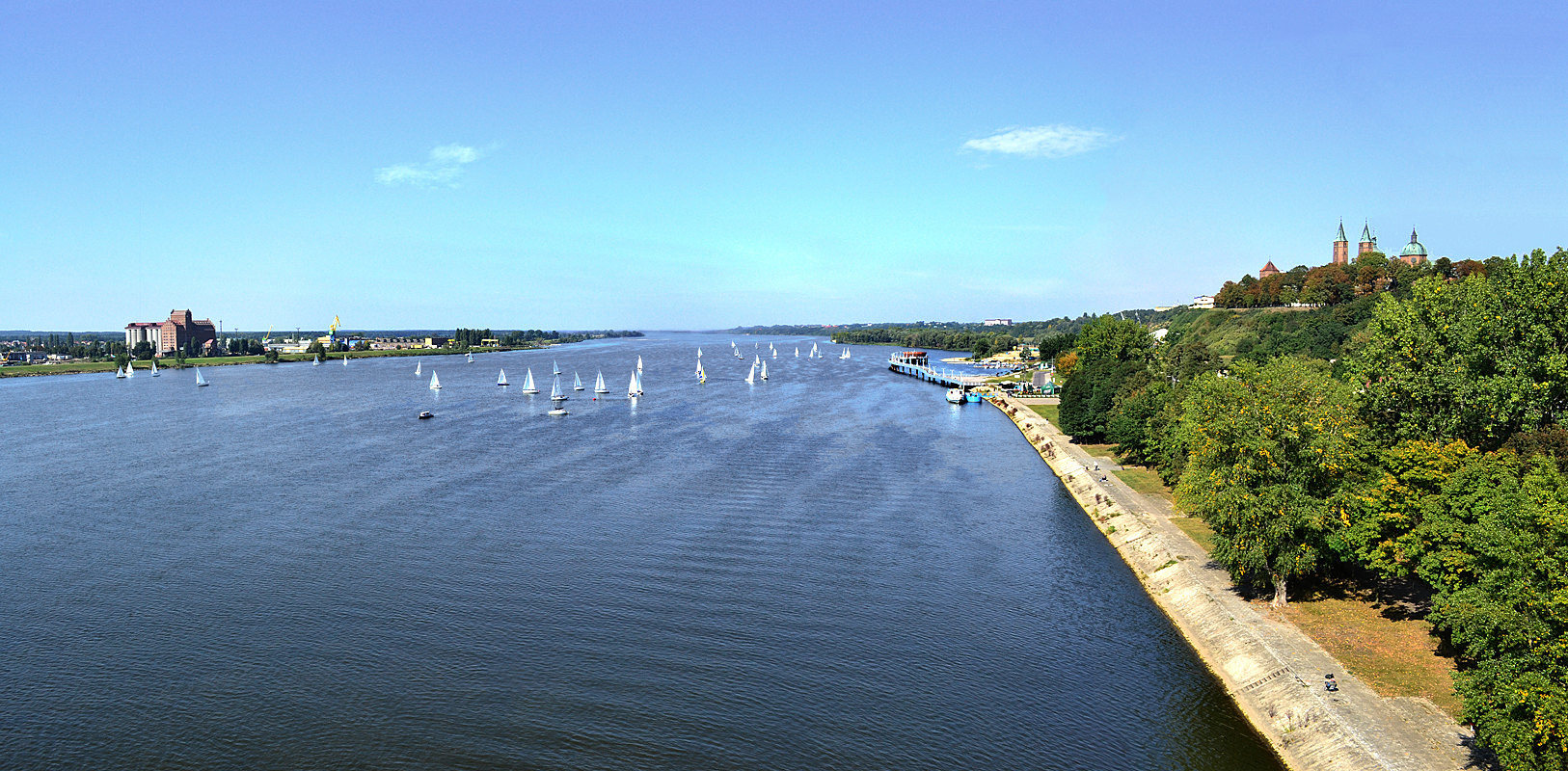